# ياسوكو تاكانو
ياسوكو تاكانو (باليابانية: 鷹野靖子؛ بالكانا: たかの やすこ) هي متزلجة يابانية، ولدت في 18 أكتوبر 1943 في كومي ‏ في اليابان.

## وصلات خارجية
- ياسوكو تاكانو على موقع SpeedSkatingBase.eu (الإنجليزية)
- ياسوكو تاكانو على موقع SpeedSkatingNews.info (الإنجليزية)
- ياسوكو تاكانو على موقع SpeedSkatingStats.com (الإنجليزية)
- ياسوكو تاكانو على موقع اللجنة الأولمبية الدولية (الإنجليزية)
- ياسوكو تاكانو على موقع أوليمبيديا (الإنجليزية)